# Marco Giovanni Piuri
Marco Giovanni Piuri (Saronno, 1960) è un dirigente d'azienda italiano.
È attualmente Direttore Generale di FNM S.p.A, amministratore delegato di LeNord S.r.l. (2002-2008); amministratore delegato di Ferrovienord S.p.A. (2002-2008).

## Vita privata e formazione
Nato a Saronno, in provincia di Varese, nel 1960, Marco Giovanni Piuri si è laureato in Economia e Commercio presso l’Università Cattolica del Sacro Cuore di Milano con il massimo dei voti.

## Carriera
Dopo aver maturato esperienza come consulente manageriale in ambito strategico e organizzativo, Piuri entra nel 1998 nel Gruppo FNM come Direttore Sviluppo Strategico. Nel corso degli anni ha ricoperto diverse posizioni di rilievo all'interno del gruppo, tra cui Direttore Generale di FNM S.p.A. (2002-2008); Amministratore Delegato di LeNord S.r.l. (2002-2008); Amministratore Delegato di Ferrovienord S.p.A. (2002-2008).
Nel 2008 approda in Arriva Group, parte del gruppo Deutsche Bahn, dove assume la carica di Divisional Director per il Sud, Centro e Est Europa e diventa membro del Management Board a Londra.
Da settembre 2018 a novembre 2024, ha ricoperto il ruolo di Amministratore Delegato di Trenord. Al termine di questo incarico, ha deciso di dedicarsi interamente alla Direzione Generale di FNM, carica che ricopre già dal dicembre 2018.
È stato insignito dell'Ordine al Merito della Repubblica Italiana per il suo contributo alla promozione delle start-up italiane e allo sviluppo dell'economia nazionale (2023).
Nel 2024 ha lanciato il progetto PARI – Insieme contro la violenza di genere, sensibilizzando imprese e comunità su questo tema. Inoltre, ha sostenuto il programma MAAM – Maternity as a Master, che valorizza le competenze acquisite dai dipendenti durante la genitorialità, rendendo FNM e Trenord le prime aziende ferroviarie italiane a introdurlo.